# بقايا النهار (رواية)
بقايا النهار (بالإنجليزية: The Remains of the Day) هي الرواية الثالثة للكاتب البريطاني – الياباني كازوو إيشيغيرو. الحائز على جائزة نوبل للأدب صدرت بالإنجليزية في 1989 وحصلت على تقديرات نقدية عالية، كما حازت جائزة مان بوكر.

## الحبكة
تُروى الرواية باستخدام ضمير المتكلم، ومن وجهة نظر الشخص الأول، كغيرها من روايات إيشيغيرو، غير أنها تختلف عن روايتيه السابقتين: التلال الشاحبة، وفنان من العالم العائم بأنها أول رواياته التي لا يرويها شخص ياباني، ولا تحتوي على ارتجاعات تؤشر للحياة في اليابان.
تحكي رواية بقايا النهار قصة رئيس الخدم الإنجليزي المحترف ستيفنز من وجهة نظره، وتتوزع بين ذكرياته عن أيام سيده السابق اللورد دارلنغتون، اللورد الإنجليزي صاحب التأثير الكبير في السياسة الإنجليزية، والذي أُقصي فيما بعد عن الحياة السياسية البريطانية، ومات مُجللاً بالعار، لدعمه النازيين خلال الحرب العالمية الثانية بحسن نية تام. وعمله الحالي عند سيده الجديد، المالك الجديد لدارة دارلنغتون الفاخرة، الأمريكي السيد فاراداي.
تبدأ الرواية بوصول رسالة إلى ستيفنز من الآنسة كنتون، مدبرة المنزل السابقة التي خدمت معه في دارة اللورد دارلنغتون في شبابهما، تحكي فيها عن حياتها، و«تُلمح» إلى أن حياتها الزوجية لا تسير على ما يرام، مما يجعل ستيفنز يأمل في إمكانية إعادة ضمها إلى طاقم مستخدمي دارة دارلنغتون بسبب النقص الشديد في عدد المستخدمين في الوقت الحاضر، بسبب تغير الأوضاع الاقتصادية والاجتماعية.
يستعير ستيفنز سيارة السيد فاراداي الذي كان قد وعده بأن يعيره إياها ليذهب في رحلة إجازة في الريف أثناء سفر الأخير إلى الولايات المتحدة الأمريكية. وخلال رحلته؛ يتذكر ستيفنز أحداث حياته التي قضاها في خدمة اللورد دارلنغتون، والحياة الأرستقراطية وقتها، يتذكر وفاة أبيه، وتصرفات الآنسة كنتون عندما كانت مدبرة المنزل.
في النهاية، يصل ستيفنز إلى حيث الآنسة كنتون، ويجد أنها قد تغيرت بعد عشرين عاماً، وأنها الآن السيدة بن؛ مهما بدت هذه الحقيقة غريبة عليه (وقد كان يعلم منذ البداية أنها السيدة بن، لكنه فضل الإبقاء على اسمها باعتبارها الآنسة كنتون)، وتنحو الرواية منحى رمزياً بعدها، عندما يكتشف ستيفنز أن حياته ضاعت هدراً، وتبقى تفسيرات النهاية مفتوحة.

## الشخصيات
- ستيفنز: رئيس خدم ممتاز ومتخصص، راوي القصة.
- الآنسة كنتون: مدبرة دارة اللورد دارلنغتون السابقة، السيدة بن فيما بعد.
- اللورد دارلنغتون: المالك السابق للدارة الهائلة، وأحد لوردات مجلس اللوردات البريطاني، متوفى.
- السيد فارادي: المالك الأمريكي الجديد لدارة دارلنغتون.

## أسلوب الرواية
رواية بقايا اليوم هي عمل أدبي من تأليف كازو إيشيجورو، نُشرت عام 1989، وتُصنّف ضمن الروايات التأملية التي تتناول موضوعات الكرامة، والولاء، والندم على الماضي. تدور أحداثها حول ستيفن، كبير الخدم في قصر دارلنجتون، الذي ينطلق في رحلة إلى الريف الإنجليزي خلال إجازة قصيرة، حيث تستعيد ذاكرته أحداثًا محورية من حياته المهنية والشخصية، أبرزها علاقته المعقدة مع سيده السابق الذي تورط في سياسات مثيرة للجدل، وحبه الصامت لمس كنتون التي اختارت مسارًا مختلفًا لحياتها. تتميز الرواية بأسلوبها الهادئ والمكثف الذي يعكس صوت الراوي الداخلي، وتطرح تساؤلات عميقة عن التضحيات الشخصية في سبيل الواجب، وعن فرص الحب والندم التي لا تُستعاد. تُعد الرواية من أبرز أعمال إيشيجورو وحازت جائزة بوكر الأدبية، وقد ترجمت إلى العربية على يد طلعت الشايب.

## اقتباسات من الرواية
هذه اقتباسات تسلط الضوء على التوتر بين الواجب والمشاعر، بين الانضباط والحنين، وتُظهر كيف يمكن لحياة مكرّسة للعمل أن تُخفي قلبًا نابضًا بالأسى والرغبة.
«على كل حال، ما الفائدة من الاستمرار بشكل دائم في النظر إلى الماضي ولوم أنفسنا لأن حياتنا لم تصبح كما تأملناها؟»1
«أحيانًا، لا نُدرك قيمة اللحظات إلا بعد أن تصبح ذكريات.»
«الكرامة الحقيقية تكمن في أداء الواجب على أكمل وجه، مهما كانت الظروف الشخصية.»

«ربما كان هناك شيء ما بيننا، لكنني لم أسمح لنفسي بأن أراه.»

## الإنتاجات السينمائية والتلفزيونية
- فيلم في 1993 من إنتاج ميرتشانت إيفوري
- سلسلة من جزئين على إذاعة بي بي سي.